# Тренчин (округ)
О́круг Тренчин (словац. Okres Trenčín) — округ (район) в Тренчинському краї Словаччини. Площа округу становить — 674,8 км², на якій проживає — 113 753 особи (31.12.2009) Середня щільність населення становить — 168,6 осіб/км². Адміністративний центр округу — місто Тренчин в якому проживає 56 514 жителів.

## Загальні відомості

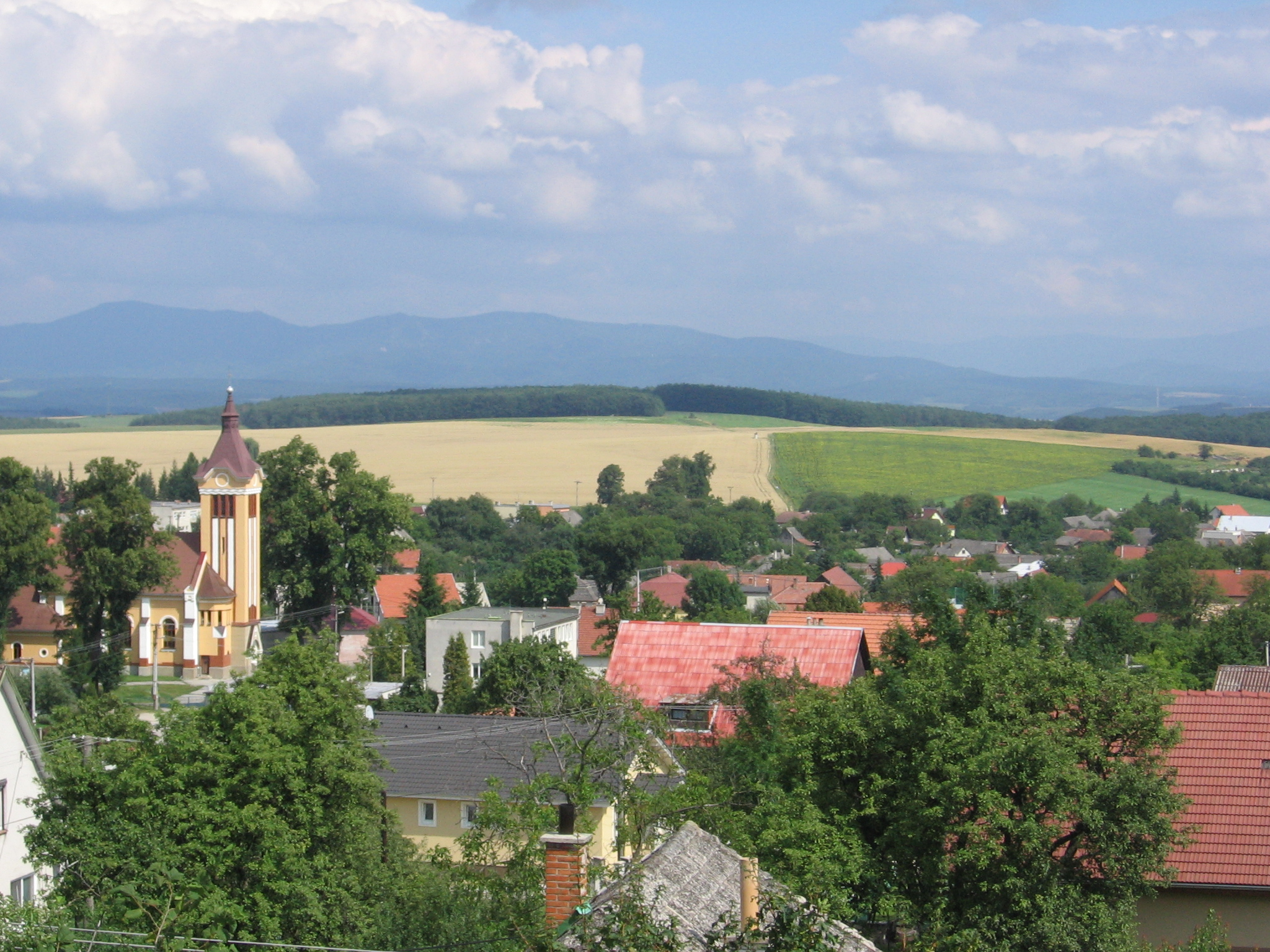
Округ Тренчин.
Вид на село Дубодьєл

До 1918 року округ входив до складу угорського графства Тренчин. В сучасному вигляді округ був утворений у 1996 році під час адміністративно-територіальної реформи Словацької Республіки, яка набула чинності 24 липня 1996 року.

## Географія
Округ розташований у північно-західній частині Словаччини. Він межує з округами: на південному заході — Нове Место над Вагом, на півдні і південному сході — Бановце-над-Бебравоу, на сході — Прєвідза, на північному сході — Ілава (всі округи належать до Тренчинського краю); на північному заході межує із Чехією Розташовані Бановські пагорби. Протікає Біскупицький канал.

## Статистичні дані
| Рік:            | 1994.   | 2004.   | 2014.   | 2024.   |
| --------------- | ------- | ------- | ------- | ------- |
| Кількість осіб: | 113 057 | 112 515 | 113 863 | 113 208 |
| Різниця:        |         | -0,47 % | +1,19 % | -0,57 % |

| Рік:            | 2023.   | 2024.   |
| --------------- | ------- | ------- |
| Кількість осіб: | 113 225 | 113 208 |
| Різниця:        |         | -0,01 % |

Національний склад 2010:
- Словаки — 95,97% (109 401 особа)
- Чехи — 1,91% (2 175 осіб)
- Німці — 0,34% (391 особа)
- Угорці — 0,16% (187 осіб)
- Українці — 0,07% (74 особи)
- інші національності — 1,55% (1765 осіб)

Конфесійний склад 2001:
- Католики — 75,0%
- Лютерани — 7,3%
- інші релігії та атеїсти  — 17,7%

## Адміністративний поділ
Округ складається з 34 сільських муніципалітетів і 3 міст.

### Міста:
- Тренчин
- Немшова
- Тренчанське Теплиці

### Села:
Адамовське Кохановце • Бобот • Велька Градна • Вельке Б'єровце • Горна Суча • Горне Срне • Горняни • Грабовка • Дольна Поруба • Дольна Суча • Дрєтома • Дубодьєл • Замаровце • Івановце • Костольна-Зареч'є • Кривосуд-Бодовка • Мельчице-Лєскове • Мніхова Легота • Мотешиці • Непорадза • Омшеньє • Опатовце • Петрова Легота • Свінна • Селец • Скалка-над-Вагом • Соблагов • Тренч'янська Тепла • Тренч'янська Турна • Тренч'янське Митице • Тренч'янське Станковце • Тренч'янське Ястраб'є • Хохольна-Вельчиці • Штврток